# Ilse Reichel-Koß
Ilse Reichel-Koß, geborene Pottgießer, (* 13. Juli 1925 in Berlin-Wedding; † 17. Dezember 1993 in Berlin) war eine deutsche Politikerin. Sie war Mitglied der SPD und von 1971 bis 1981 Senatorin für Familie, Jugend und Sport in Berlin.

## Leben
In der Freien Scholle im Berliner Bezirk Reinickendorf aufgewachsen, schloss Reichel-Koß ihre Schulausbildung im Jahr 1942 mit der Mittleren Reife ab. Ihren beruflichen Werdegang begann sie als Angestellte im Bezirksamt Reinickendorf, später als Sachbearbeiterin im Berliner Magistrat. Ihr politisches Vorbild war Ella Kay, deren Mitarbeiterin sie von 1959 bis 1962 war. Von 1965 bis 1971 war sie als Bezirksstadträtin für Jugend und Sport in Reinickendorf. Von 1971 bis 1981 war sie Senatorin in der Berliner Landesregierung tätig. Dem Abgeordnetenhaus von Berlin gehörte sie noch bis 1989 an.
Ilse Reichel-Koss wurde auf dem Friedhof Tegel „Am Fließtal“ anonym bestattet.

## Leistungen
Unter ihrer Führung entstand in Reinickendorf der erste Abenteuerspielplatz der Stadt. Im Jahr 1976 eröffnete sie das erste Frauenhaus in der Bundesrepublik in Berlin. Wie kein anderes Mitglied des Berliner Senats  unterstützte sie die Bürgerinitiativbewegung, auch durch umfangreiche Förderprogramme für Eltern-Kind-Gruppen (Eltern-Initiativ-Kindertagesstätten), Abenteuerspielplätze und Frauenhäuser. Die im Jahr 1969 gegründete „Bürgerinitiative Eltern-Kinder-Kreis Gropiusstadt Nord e. V.“, die wohl älteste noch arbeitende Bürgerinitiative Berlins, übernahm 1990 mit tatkräftiger Unterstützung Ilse Reichels einen in Not geratenen Reiterhof in Lichtenrade und etablierte ihn erfolgreich als „Kinderbauernhof Groß-Ziethen“; er trägt ihr zu Ehren ihren Namen.
Bis heute hat Reichel-Koß den Ruf als bodenständigste, engagierteste und fachpolitisch offenste Landesjugendministerin der Berliner Nachkriegszeit. Ihre langjährige Mitarbeiterin (1971–1981) und politische Mitstreiterin Ingrid Stahmer erwählte sich Ilse Reichel-Koß zum politischen Vorbild (analog zu Ella Kay/Ilse Reichel) und führte ihre Ideen im Jugendressort des Berliner Senats in den Jahren 1990 und 1994 bis 1999 fort, mit starker Unterstützung von Ilse Reichel im Abgeordnetenhaus und in der SPD.

## Ehrungen
Das Präsidium des Deutschen-Turner-Bundes zeichnete sie am 2. November 1975 mit der Walter-Kolb-Plakette aus.